# Selbu
Selbu ist eine Kommune (Gemeinde) in Mittelnorwegen. Verwaltungssitz ist der Ort Mebond. Der rund 60 km² große See Selbusjøen liegt ganz auf der Gemarkung Selbus.
Selbu ist sehr bekannt für Strickwaren, deren Kennzeichen die „Selbu-Rose“ ist, die man auch im Gemeindewappen findet. Das Muster wurde von Marit Emstad entwickelt.

## Struktur der Gemeinde
Die Gemeinde Selbu besteht aus den Dörfern: Dragsten, Flora, Innbygda, Mebonden, Øverbygda, Selbustrand, Tømra und Vikvarvet. Verwaltungssitz ist Mebonden mit 914 Einwohnern und der ältesten Kirche der Gemeinde aus dem Jahr 1150.
In Mebonden gibt es ein Pflegeheim, ein Freiwilligenzentrum, eine Bibliothek, einen Kunstgewerbeladen, das Rathaus und drei Schulen (eine Grundschule (Bell skole), eine Mittelschule (Selbu ungdomsskole) und das Gymnasium (Selbu videregående skole)). Außerdem liegt in Mebonden die Insel Årsøya, auf der das ganze Jahr über Feste und andere Veranstaltungen stattfinden.
Innbygda ist ein Dorf in der Gemeinde Selbu. Einige große Unternehmen sind in Innbygda vertreten, unter anderem das Kjeldstad Säge- und Hobelwerk, Tine, Selbuhus und Asti.
Früher hatte das Dorf eine Grundschule, aber sie wurde 2006 geschlossen. Die Schüler werden nun an der Bell Schule in Mebonden unterrichtet.

## Sport
Selbu hat viele Sportvereine, die Sportangebote für Kinder und Erwachsene organisieren.
In Selbu gibt es viele Skiloipen mit guten Bedingungen für Wintersport. Am wichtigsten ist das bekannte Langlaufzentrum „Selbuskogen Skisenter“ an der Grenze zwischen Selbu und Stjørdal. Dort haben verschiedene nationale und internationale Meisterschaften stattgefunden. Viele Menschen betreiben auch Abfahrtslauf.
Der beliebte Handballsport wird in einer großen Halle betrieben. Eine Mannschaft spielt in der 1. Division.
Ebenfalls populär ist Fußball, wofür ein Kunstrasenplatz und örtliche Fußballplätze vorhanden sind.

## Söhne und Töchter der Stadt
- Belle Gunness (1859–1908), Serienmörderin
- Peder Morset (1887–1943), Opfer des Widerstandes im Zweiten Weltkrieg
- Hans Olav Sørensen (* 1942), Skispringer
- Berit Aunli (* 1956), Skilangläuferin